# On Trial
On Trial er et band fra København. Det blev stiftet i 1986, af flere musikere fra den danske undergrund. Genren er psykedelisk garagerock, hvis aner fører tilbage til 60'er-grupper som 13th Floor Elevators, Love, The Dovers, The Deep etc.
Siden er der løbende sket udskiftninger. Bl.a. forlod trommeslager Uffe Guf Lorentzen bandet i 2003, og skiftede trommerne ud med guitar i supertrioen Baby Woodrose, i hvilken han havde været beskæftiget et par år i forvejen.
I dag består On Trial af:
- Bo Morthen: Vokal
- Henrik Klitstrøm (Hobbitten): Guitar
- Bjarni Olsen: Guitar
- Anders Särling Stub: Trommer
- Nikolaj Lykke Nielsen (ElectroNik): Bas

## Udgivelser
- S.K.U.N.K.! – Omnium Records, 1995
- Head Entrance – Helicopter Records, 1997
- New Day Rising – Delerium Records, 1999
- Psychedelic Freakout Party – Burnt Hippie Records, 2001
- Blinded By The Sun – Molten Records, 2002
- Head – Delerium Records, 2003
- On Trial Live – Molten Records, 2004
- Forever – Bad Afro Records, 2006